# つがる (敷設艦)
つがる（ローマ字：JDS Tsugaru, ARC-481、ASU-7001）は、海上自衛隊の敷設艦。旧海軍の巡洋艦「津軽」、敷設艦「津軽」に続き日本の艦船としては3代目。同型艦はない。本艦は海上自衛隊初の国産新造艦である。

## 概要
旧海軍の初島型電纜敷設艇を参考にして旧海軍技術者からなる船舶設計協会に依頼して設計された。基地や港湾の周辺海域に水中聴音監視装置を敷設することを主任務とし、その特性から秘密事項が多く建造当初は補給工作艦と呼称されていた。
艦の構造としては艦首にケーブル敷設用のシーブを備え、艦橋下に大型ケーブルドラム、中央部に電線庫が2箇所、5トンデリックが備わっていた。
それ以外に特徴的なものは機雷敷設用装備とソナーを含む対潜戦装備が備わっていたが、これらの装備は総花的設計方針の下で求められた結果であり、運用上あまり意味のあるものではなかった。

## 艦歴
「つがる」は、昭和28年度計画艦1001号艦として、三菱日本重工業横浜造船所で1954年12月18日に起工され、1955年7月19日に進水、1955年12月15日に就役し、大湊地方隊に編入された。
1957年9月1日、横須賀地方隊に編入。
1961年9月1日、第2掃海隊群が新編され直轄艦として編入。
1967年に深海用精密測深儀が装備され、1969年7月10日から1970年4月20日までの間、三菱重工業横浜造船所において特別改造が実施される。20mm機銃を除く兵装が撤去され、新たに水中器材敷設装備が備えられた。この改造により艦首と艦橋を中心に艦容が大きく様変わりし、排水量も新造時の倍以上となった。
1972年8月21日午前0時42分、明石海峡で小型貨物船「第二天神丸」（木造129トン）と衝突した。「つがる」の左艦首と「第二天神丸」の右舷中央部がぶつかり、第二天神丸は沈没し、乗組員3名のうち2名は「つがる」に救助されたが、1名が行方不明となった。なお、「つがる」は左舷艦首がへこんだ程度で他には異常がなかった。
1977年1月12日、敷設艦（ARC）は機雷艦艇から特務艦艇に類別変更された。
1980年3月17日、老齢化により、敷設艦から特務艦に種別変更され、艦籍番号がASU-7001に変更、海洋業務群に編成替え。
1990年3月15日、除籍。
翌1991年4月から装備の撤去と加熱板装着による実艦標的への改造が行なわれ、1992年4月に若狭湾へ回航、標的として用いられ、処分された。